# Luca Antonelli
Luca Antonelli (Monza, provincia de Monza y Brianza, Italia, 11 de febrero de 1987) es un exfutbolista italiano que jugaba de defensa.

## Trayectoria
Después de estar varias temporadas en el equipo juvenil del A. C. Milan, debutó oficialmente el 8 de noviembre de 2006, en un partido de Copa Italia contra el Brescia. El 23 de diciembre del mismo año debutó en la Serie A contra el Udinese. En el verano de 2007 Antonelli fue cedido al Bari, de la Serie B, pero impresionó tanto al Parma, que éste durante el mercado de invierno consiguió que el Milan se lo cediera lo que quedaba de temporada.
En junio, el Parma adquirió la mitad de los derechos contractuales de Antonelli, siendo la otra mitad del Milan. Mientras que en el verano siguiente el Parma se hizo dueño total de su pase. En enero de 2011 fue vendido al Genoa C. F. C., a cambio de Raffaele Palladino y Francesco Modesto. Debutó oficialmente el 27 de febrero de 2011 contra el Catania, reemplazando a Emiliano Moretti. El 17 de abril de 2011 anotó su primer gol con la camiseta rossoblu, este frente al Brescia.

## Selección nacional
Fue internacional con la selección de fútbol de Italia en 13 ocasiones. Debutó el 3 de septiembre de 2010, en un encuentro ante la selección de Estonia que finalizó con marcador de 2-1 a favor de los italianos.

## Clubes
| Club           | País           | Año       |
| -------------- | -------------- | --------- |
| A. C. Milan    | Italia         | 2006-2007 |
| A. S. Bari     | Italia         | 2007      |
| Parma F. C.    | Italia         | 2008-2010 |
| Genoa C. F. C. | Italia         | 2011-2015 |
| A. C. Milan    | Italia         | 2015-2018 |
| Empoli F. C.   | Italia         | 2018-2020 |
| Miami F. C.    | Estados Unidos | 2021-2022 |

## Palmarés

### Campeonatos nacionales
| Título              | Club        | País   | Año  |
| ------------------- | ----------- | ------ | ---- |
| Supercopa de Italia | A. C. Milan | Italia | 2016 |